# Lijst van afleveringen van Northern Exposure
Dit is een lijst met afleveringen van de Amerikaanse televisieserie Northern Exposure. De serie telt 6 seizoenen. Een overzicht van alle afleveringen is hieronder te vinden.

## Seizoen 1
| # | Titel aflevering                         | Uitzenddatum USA |
| - | ---------------------------------------- | ---------------- |
| 1 | Pliot                                    | 12 juli 1990     |
| 2 | Brains, Know-How and Native Intelligence | 19 juli 1990     |
| 3 | Soapy Sanderson                          | 26 juli 1990     |
| 4 | Dreams, Schemes and Putting Greens       | 2 augustus 1990  |
| 5 | The Russian Flu                          | 9 augustus 1990  |
| 6 | Sex, Lies and Ed’s Tapes                 | 16 augustus 1990 |
| 7 | A Kodiak Moment                          | 23 augustus 1990 |
| 8 | The Aurora Borealis                      | 28 november 1990 |

## Seizoen 2
| # | Titel aflevering    | Uitzenddatum USA |
| - | ------------------- | ---------------- |
| 1 | Goodbye to All That | 8 april 1991     |
| 2 | The Big Kiss        | 15 april 1991    |
| 3 | All Is Vanity       | 22 april 1991    |
| 4 | What I Did For Love | 29 april 1991    |
| 5 | Spring Break        | 6 mei 1991       |
| 6 | War and Peace       | 13 mei 1991      |
| 7 | Slow Dance          | 20 mei 1991      |

## Seizoen 3
| #  | Titel aflevering       | Uitzenddatum USA  |
| -- | ---------------------- | ----------------- |
| 1  | The Bumpy Road to Love | 23 september 1991 |
| 2  | Only You               | 30 september 1991 |
| 3  | Oy,Wilderness          | 7 oktober 1991    |
| 4  | Animals 'R' Us         | 14 oktober 1991   |
| 5  | Jules et Noel          | 28 oktober 1991   |
| 6  | The Body in Question   | 4 november 1991   |
| 7  | Roots                  | 11 november 1991  |
| 8  | A-Hunting We Will Go   | 18 november 1991  |
| 9  | Get Real               | 9 december 1991   |
| 10 | Seoul Mates            | 16 december 1991  |
| 11 | Dateline: Cicery       | 6 januari 1992    |
| 12 | Our Tribe              | 13 januari 1992   |
| 13 | Things Become Extinct  | 20 januari 1992   |
| 14 | Buring Down the House  | 3 februari 1992   |
| 15 | Democracy in America   | 24 februari 1992  |
| 16 | Three Amigos           | 2 maart 1992      |
| 17 | Lost and Found         | 9 maart 1992      |
| 18 | My Mother,My Sister    | 16 maart 1992     |
| 19 | Wake Up Call           | 23 maart 1992     |
| 20 | The Final Frontier     | 27 april 1992     |
| 21 | It Happened in Juneau  | 4 mei 1992        |
| 22 | Our Wedding            | 11 mei 1992       |
| 23 | Cicery                 | 18 mei 1992       |

## Seizoen 4
| #  | Titel aflevering         | Uitzenddatum USA  |
| -- | ------------------------ | ----------------- |
| 1  | Northwest Passages       | 28 september 1992 |
| 2  | Midnight Sun             | 5 oktober 1992    |
| 3  | Nothing's Perfect        | 12 oktober 1992   |
| 4  | Heroes                   | 19 oktober 1992   |
| 5  | Blowing Bubbles          | 2 november 1992   |
| 6  | On your Own              | 9 november 1992   |
| 7  | The Bed Seed             | 16 november 1992  |
| 8  | Thanksgiving             | 23 november 1992  |
| 9  | Do the Right Thing       | 30 november 1992  |
| 10 | Crime and Punishment     | 14 december 1992  |
| 11 | Survival of the Species  | 4 januari 1993    |
| 12 | Revelantions             | 11 januari 1993   |
| 13 | Duets                    | 18 januari 1993   |
| 14 | Grosse Point, 48230      | 1 februari 1993   |
| 15 | Learning Curve           | 8 februari 1993   |
| 16 | III Wind                 | 15 februari 1993  |
| 17 | Love's Labour Mislaid    | 21 februari 1993  |
| 18 | Northern Lights          | 1 maart 1993      |
| 19 | Family Feud              | 8 maart 1993      |
| 20 | Homesick                 | 15 maart 1993     |
| 21 | The Big Feast            | 22 maart 1993     |
| 22 | Kaddish, Fou Uncle Manny | 3 mei 1993        |
| 23 | Mud and Blood            | 10 mei 1993       |
| 24 | Sleeping with the Enemy  | 17 mei 1993       |
| 25 | Old Tree                 | 24 mei 1993       |

## Seizoen 5
| #  | Titel aflevering                  | Uitzenddatum USA  |
| -- | --------------------------------- | ----------------- |
| 1  | Three Doctors                     | 20 september 1993 |
| 2  | The Mystery of the Old Curio Shop | 27 september 1993 |
| 3  | Jaws of Life                      | 4 oktober 1993    |
| 4  | Altered Egos                      | 11 oktober 1993   |
| 5  | A River Doesn't Run Through It    | 25 oktober 1993   |
| 6  | Birds of a Feather                | 1 november 1993   |
| 7  | Rosebud                           | 8 november 1993   |
| 8  | Heal ThySelf                      | 15 november 1993  |
| 9  | A Cup of Joe                      | 22 november 1993  |
| 10 | First Snow                        | 13 december 1993  |
| 11 | Baby Blues                        | 3 januari 1994    |
| 12 | Mr.Sandman                        | 10 januari 1994   |
| 13 | Mite Makes Rights                 | 17 januari 1994   |
| 14 | A Bolt From the Blue              | 24 januari 1994   |
| 15 | Hello,I Love You                  | 31 januari 1994   |
| 16 | Northern Hospitality              | 28 februari 1994  |
| 17 | Una Volta in L'inverno            | 7 maart 1994      |
| 18 | Fish Story                        | 14 maart 1994     |
| 19 | The Gift of the Maggie            | 28 maart 1994     |
| 20 | A Wing and a Player               | 11 april 1994     |
| 21 | I Feel the Earth Move             | 2 mei 1994        |
| 22 | Grand Prix                        | 9 mei 1994        |
| 23 | Blood Ties                        | 16 mei 1994       |
| 24 | Lovers and Madmen                 | 23 mei 1994       |

## Seizoen 6
| #  | Titel aflevering       | Uitzenddatum USA  |
| -- | ---------------------- | ----------------- |
| 1  | Dinner at Seven-Thirty | 19 september 1994 |
| 2  | Eye of the Beholder    | 26 september 1994 |
| 3  | Shofar, So Good        | 3 oktober 1994    |
| 4  | The Letter             | 10 oktober 1994   |
| 5  | The Rode               | 17 oktober 1994   |
| 6  | Zarya                  | 31 oktober 1994   |
| 7  | Full Upright Position  | 7 november 1994   |
| 8  | Up River               | 14 november 1994  |
| 9  | Sons of the Tundra     | 28 november 1994  |
| 10 | Realpolitik            | 12 december 1994  |
| 11 | The Great Mushroom     | 4 januari 1995    |
| 12 | Mi Casa,Su Casa        | 11 januari 1995   |
| 13 | Horns                  | 18 januari 1995   |
| 14 | The Mommy's Curse      | 1 februari 1995   |
| 15 | The Quest              | 8 februari 1995   |
| 16 | Lucky People           | 15 februari 1995  |
| 17 | The Graduate           | 8 maart 1995      |
| 18 | Little Italy           | 15 maart 1995     |
| 19 | Balls                  | 6 april 1995      |
| 20 | Buss Stop              | 24 april 1995     |
| 21 | Ursa Minor             | 12 juli 1995      |
| 22 | Let's Dance            | 19 juli 1995      |
| 23 | Tranquility Base       | 26 juli 1995      |